# Општина Словењ Градец
Градска општина Словењ Градец (словен. Slovenj Gradec) је једна од општина Корушку регије у држави Словенији. Седиште општине је истоимени град Словењ Градец.

## Природне одлике
Рељеф: Општина Словењ Градец налази се у северном делу Словеније, у средињем делу покрајине словеначке Корушке. Средишњи део општине је долина истоимене реке Мислиње. Источно од долине издиже се планина Похорје, а западно Караванке.
Клима: У нижем делу општине влада умерено континентална клима, док у вишем делу влада њена оштрија, планинска варијанта.
Воде: Најважнији водоток у општини је река Мислиња. Сви остали водотоци су мали и њене су притоке.

## Становништво
Општина Словењ Градец је средње густо насељена.

## Насеља општине
| - Брда - Водриж - Врхе - Гмајна - Голавабука - Градишче - Грашка Гора - Згорњи Разбор | - Леген - Мислињска Добрава - Памече - Подгорје - Радуше - Селе - Словењ Градец - Сподњи Разбор | - Стари Трг - Томашка Вас - Тробље - Туришка Вас - Шмартно при Словењ Градцу - Шмиклавж |  |

## Додатно погледати
- Словењ Градец